# La Chaux-de-Fonds
La Chaux-de-Fonds é uma comuna da Suíça, situada no cantão de Neuchâtel. Tem 55,66 km² de área e sua população em 2018 foi estimada em 37.942 habitantes.
Localiza-se a 70 km ao noroeste de Berna, nas redondezas da cadeia de montanhas do Jura e aproximadamente a 10 km da fronteira da Suíça com a França. 

## História
A comuna foi fundada em 1656 e deve sua ascensão e reputação ao setor relojoeiro e de micro tecnologia. Inteiramente destruída por um incêndio em 1794 a cidade foi reconstruída seguindo um plano em grade, que até hoje é uma novidade em vilas suíças. O planejamento urbano industrial fora elogiado pelo filosofo Karl Marx que afirmou que La Chaux-de-Fonds e o Le Locle eram "cidades industriais modelo"1 e que "funcionam como se fossem um único relojoeiro"2.
Nasceram em La Chaux-de-Fonds o arquiteto Le Corbusier, o navegador Laurent Bourgnon, o escritor  Blaise Cendrars e o construtor de automóveis Louis Chevrolet.